# Liste der Baudenkmale in Osteel
Die Liste der Baudenkmale in Osteel enthält die nach dem Niedersächsischen Denkmalschutzgesetz geschützten Baudenkmale in der ostfriesischen Gemeinde Osteel. Die Quelle der Baudenkmale ist der Denkmalatlas Niedersachsen. Der Stand der Liste ist der 7. April 2024.

## Allgemein
In den Spalten befinden sich folgende Informationen:
- Lage: die Adresse des Baudenkmales und die geographischen Koordinaten. Kartenansicht, um Koordinaten zu setzen. In der Kartenansicht sind Baudenkmale ohne Koordinaten mit einem roten Marker dargestellt und können in der Karte gesetzt werden. Baudenkmale ohne Bild sind mit einem blauen Marker gekennzeichnet, Baudenkmale mit Bild mit einem grünen Marker.
- Bezeichnung: Bezeichnung des Baudenkmales
- Beschreibung: die Beschreibung des Baudenkmales. Unter § 3 Abs. 2 NDSchG werden Einzeldenkmale und unter § 3 Abs. 3 NDSchG Gruppen baulicher Anlagen und deren Bestandteile ausgewiesen.
- ID: die Objekt-ID des Baudenkmales
- Bild: ein Bild des Baudenkmales, ggf. zusätzlich mit einem Link zu weiteren Fotos des Baudenkmals im Medienarchiv Wikimedia Commons. Wenn man auf das Kamerasymbol klickt, können Fotos zu Baudenkmalen aus dieser Liste hochgeladen werden:

| Lage                                                     | Bezeichnung                        | Beschreibung | ID       | Bild           |
| -------------------------------------------------------- | ---------------------------------- | --- | -------- | -------------- |
| Alter Postweg 78 53° 31′ 49″ N, 7° 15′ 59″ O             | Gulfhaus                           | Wohnteil in klosterformatigen Steinen, aus Abbruch der Kirche stammend. Zum Wi-Teil hin Hochkeller. Anfang 19. Jh.; Verlängerung des Wi-Teil 1939/49           | 34682515 | BW             |
| Alter Postweg 146 53° 32′ 7″ N, 7° 15′ 26″ O             | Gulfhaus                           | Wohnteil m. Upkammer, Giebel und eine Traufwand aus Backsteinen im Klosterformat. Blockrahmen- und Schiebefenster erhalten. Um 1830; Wi-Teil um 1900.          | 34682568 | BW             |
| Fabriciusstraße 20 53° 32′ 0″ N, 7° 15′ 48″ O            | Gemeindehaus                       | Backsteinbau von 7 Achsen, ursprünglich freistehend. Rundbogenfenster mit Verdachungen. Neuer Saalanbau in Form einer Scheune. 1862.                           | 34682692 | BW             |
| Fabriciusstraße 40 53° 31′ 59″ N, 7° 15′ 51″ O           | St. Werenfridus / Warnfried-Kirche | Urspr. kreuzförmiger Gewölbebau in Backstein mit wuchtigem Westturm. 3. Viertel 13. Jh.; 1830 Abbruch von Chor und Querschiff sowie Verkürzung des Langhauses. | 34682714 | Weitere Bilder |
| Fabriciusstraße 40 53° 31′ 59″ N, 7° 15′ 51″ O           | Kirchwurt                          | | 34682881 | BW             |
| Fabriciusstraße 40 53° 31′ 58″ N, 7° 15′ 49″ O           | Kriegerdenkmal                     | In Erinnerung an die Gefallenen der beiden Weltkriege. | 34682760 | BW             |
| Fabriciusstraße 40 53° 31′ 59″ N, 7° 15′ 53″ O           | Grabmal                            | Grabmonument von 1895. Sitzender weiblicher Genius mit Fernrohr und Sonnenscheibe, in Erinnerung an den Pastor und Astronomen Fabricius                        | 34682738 | Weitere Bilder |
| Kirchpfad 10 53° 32′ 42″ N, 7° 15′ 19″ O                 | Gulfhaus                           | Wohnteil mit Ziegelziersetzungen. Um 1880. | 34682667 | BW             |
| Schoonorther Landesstraße 18 53° 31′ 8″ N, 7° 13′ 7″ O   | Gulfhaus                           | 2-gesch. Wohnteil. Wohn- und Wirtschaftsteil mit rundbogigen Gußeisenfenstern, überwiegend erhalten. Telleranker. Um 1870.                                     | 34682801 | BW             |
| Schoonorther Möhlenhörn 1/1a 53° 30′ 52″ N, 7° 11′ 31″ O | Gulfhaus                           | Wohnteil unterkellert. Im OG Schiebefenster mit Formsteingewänden, im EG Fenster um 1900 erneuert. 1785.                                                       | 34682825 | BW             |
| Schoonorther Möhlenhörn 1/1a 53° 30′ 50″ N, 7° 11′ 32″ O | Garten                             | | 34682924 | BW             |
| Schoonorther Landesstraße 18 53° 31′ 16″ N, 7° 11′ 40″ O | Gulfhaus (Meevenburg)              | 1-gesch. Vorderhaus von 1718 mit mächtiger Gulfscheune (ca. 50 m Länge) von 1870, erstes Ständerpaar älter. Sommerküche unter Quergiebel. Stallanbau um 1900   | 34682851 | BW             |